# Torre San Martín 930
La Torre San Martín 930 es un edificio de San Miguel de Tucumán, Tucumán, Argentina. Esta torre de 86 metros de altura es la más alta de la provincia y la segunda más alta del Noroeste Argentino, después del de la torre del Ministerio de Economía del Complejo Juan Felipe Ibarra de Santiago del Estero.

## Historia
La torre comenzó a proyectarse en 2005, comenzando su construcción ese mismo año. originalmente debía terminarse en 2008, aunque las obras se paralizaron posteriormente. En 2016 los trabajos se reactivaron, siendo finalizados en 2019 y entregándose las primeras oficinas del edificio. Actualmente la Torre San Martín 930 es el edificio más alto de Tucumán, superando a la Torre Muñecas construida en 1997 de 75 metros de altura y 22 pisos.
La Torre San Martín 930 posee una altura de 90 metros de altura y 27 plantas. Cuenta con cuatro pisos de estacionamiento subterráneo y superior con capacidad para 150 vehículos en una superficie de 1800 m². El edificio tiene una superficie de 10800 m² y 96 oficinas (4 por planta).